# Adrar des Ifoghas
Adrar des Ifoghas (ber. Adrar Ifogha) je planinski masiv na sjeveroistoku Malija u blizini granice s Alžirom u Sahari. Nalazi se južno od Tanezroufta i jugozapadno od Ahaggara. Zauzima površinu od oko 350.000 km². Sačinjen je od pješčenjaka, a s njegovih oboda sliva se nekoliko povremenih tokova. Ovdje se nalazi i nekoliko manjih naselja kao što su Kidal, Aguel'hoc, Boghassa, Essouk i Tessalit. U stijenama Adrara nalaze se brojni crteži iz prapovijesti, a od davnina prostor naseljavaju berberska plemena. „Adrar“ na berberskom znači „planina“, a „Ifoghas“ je ime klana Tuarega koji su u prošlosti dominirali ovim predijelima.